# Мадагаскарские субгумидные леса
Мадагаскарские субгумидные леса — экологический регион, протянувшийся через весь остров Мадагаскар, в основном охватывает Высокое плато. Находится во всех районах Мадагаскара, за исключением района Буени. Статус сохранности экорегиона оценивается как критический.
В основе геологии экорегиона лежат в основном древние докембрийские породы фундамента, которые деформировались на протяжении миллионов лет.

## Климат
Осадков выпадает примерно 1500 мм в год, хотя в районе реки Самбирано может выпадать до 2000 мм, на уровне моря — 980 мм, а на юго-западе — всего 600 мм. Температура на возвышенностях в основном умеренная, от 15 °C до 25 °C. С июля по сентябрь бывает прохладный сухой сезон, а в остальное время года — более тёплый сезон дождей.

## Флора и фауна

### Флора
На обширных территориях лугов Высокого плато произрастает всего 3 или 4 вида трав, что приводит к ландшафту с крайне низким видовым разнообразием и эндемизмом. Преобладающими видами являются Aristida rufescens и Aristida similis. Было завезено несколько видов эвкалиптов и акаций, которые в настоящее время являются наиболее распространёнными деревьями в высокогорье. В высокогорье также сохранились некоторые местные огнестойкие деревья, в том числе эндемичные пальмы бисмаркия благородная и равенала, Uapaca bojeri и другие местные деревья из рода вейнманния.
На возвышенностях субгумидный лес содержит деревья высотой от 10 до 12 м, в том числе виды из семейств вербеновые, вересковые, лавровые, мареновые. На более низких высотах, от 1400 до 1600 м, лес имеет полог высотой 15 м, включает виды из семейств анакардиевые, аралиевые, бересклетовые, бурзеровые, кизиловые, кунониевые, лавровые, молочайные и эбеновые.
Леса «тапиа» на юго-западе экорегиона имеют ограниченное распространение. Для них характерны виды семейства молочайные и сарколеновые, в том числе Uapaca bojeri и представители рода Sarcolaena. Кустарниковый ярус состоит из астровых, мареновых и бобовых. Есть также несколько эндемичных видов родов каланхое и алоэ.

### Фауна
В дополнение к цветковому разнообразию велико разнообразие фауны: 8 видов приматов и почти 80 видов птиц. Поскольку естественные среды обитания экорегиона претерпели многочисленные изменения растительности, многие виды являются эндемиками и имеют очень узкое высотное или изолированное распространение, в том числе ряд землероек, тенрековых и грызунов. По меньшей мере 45 видов млекопитающих встречаются только в этом экорегионе и экорегионе мадагаскарских низинных лесов, например, золотистый лемур.
Среди птиц в лесах обитают виды Crossleyia xanthophrys, Cryptosylvicola randrianasoloi, Dromaeocercus brunneus. Несколько других видов птиц экорегиона ограничены местообитаниями болот, в том числе лемурийский погоныш, мадагаскарский бекас и мадагаскарский пастушок.
В экорегионе обитает не менее 25 строго эндемичных рептилий и более 20 строго эндемичных амфибий. Много видов хамелеонов встречаются только в этом экорегионе, в том числе Brookesia antakarana, Brookesia lineata, Brookesia lolontany и Furcifer petteri в северной и северо-западной частях экорегиона и Calumma fallax, Furcifer campani и Furcifer minor в центральной и южной частях. Другие виды ящериц, эндемичные для экорегиона, включают сцинков Amphiglossus meva, гекконов Lygodactylus blanci и Phelsuma klemmeri и др. Есть несколько эндемичных видов змей, включая Liopholidophis grandidieri и Liopholidophis sexlineatus.
Ранее Высокое плато являлось домом для многих эндемичных видов, к ним относятся несколько видов эпиорнисовых, в том числе мадагаскарский эпиорнис несколько крупных видов лемуров. Все эти виды вымерли.

## Состояние экорегиона
В экорегионе произошли большие антропогенные изменения. Большое количество мест обитания сильно фрагментировано и окружены антропогенными пастбищами и сельскохозяйственными угодьями, которые почти не имеют биологической ценности. Остатки леса и редколесий также имеют давление со стороны растущего населения, эксплуатации и пожаров. Почти весь экорегион был прямо или косвенно изменён человеком. Осталось несколько относительно нетронутых территорий, в том числе болот и связанных с ними лесов и другими участками, разбросанными по всему экорегиону. В последние несколько лет в этих водно-болотных угодьях произошло вымирание рыб.
Среда обитания частично защищена, имеются охраняемые территория и национальные парки. Однако степень, в которой охраняемые районы могут поддерживать и управлять целостностью этих местообитаний, варьируется. Нехватка ресурсов, плохая подготовка, ограниченный персонал и также отсутствие четких планов управления — всё это затрудняет предотвращение разрушения среды обитания в заповедниках.